# 全民水库
全民水库是中国四川省广安市境内的一座水库，位于渠江支流西溪河上，建于1960年。水库正常库容为4008万立方米，集雨面积为426平方千米，海拔为368.85米。